# Kostel Nanebevzetí Panny Marie (Cholina)
Kostel Nanebevzetí Panny Marie na severozápadním okraji obce Cholina je významnou památkou na střední Moravě, která je chráněna jako kulturní památka České republiky. Je farním kostelem římskokatolické farnosti Cholina a poutním místem.

## Historie
Původně gotický chrám (zasvěcený původně sv. Anně) sestával z oddělené české a německé části. Renesančně byl přestavěn v r. 1605, v době třicetileté války zpustošen švédskými vojsky (r. 1643), v r. 1661 skromně opraven. Do dnešní novogotické podoby se štíhlou věží byl přestavěn měrotínským stavitelem Vincencem Vodičkou v druhé polovině minulého století, znovu vysvěcen byl roku 1867.

## Popis
Chrám má hlavní a příčnou loď a presbytář pocházející z původního gotického kostela. Kaple v příčné lodi jsou zasvěceny sv. Josefu a sv. Filoméně, u vchodu do kostela jsou kaple sv. Jana Nepomuckého a sv. Vendelína.
Hlavní oltář (novogotický) je z dubového dřeva se sochami Panny Marie s Ježíškem (přenesenou sem v r. 1700, ta byla v roce 1995 odcizena), a čtyř evangelistů, dále jsou zde obrazy sv. Cyrila a Metoděje a Zvěstování Panny Marie.

## Poutní tradice
Od roku 1637 se konají pouti k zázračné soše Panny Marie Cholinské, tradice nebyla nikdy přerušena.